# کیم جی کیونگ
کیم جی-کیونگ (انگلیسی: Kim Je-kyoung) یک ورزشکار تکواندو بازنشسته زاده ۱۰ نوامبر ۱۹۷۰ است. وی دارنده مدال طلای بازی‌های المپیک تابستانی ۱۹۹۲ در تکواندو بود. در المپیک تابستانی ۱۹۹۲، تکواندو یک ورزش نمایشی بود. کیم در دیدار نهایی در کلاس سنگین‌وزن، پیروز شد. کیم همچنین دوره‌های یازدهم، دوازدهم و سیزدهم مسابقات قهرمانی تکواندو جهان در سالهای ۱۹۹۳، ۱۹۹۵ و ۱۹۹۷ که به ترتیب در نیویورک، مانیل و هنگ کنگ برگزار شد، مدال طلا گرفت.

## جوانی
پدرش وقتی دانش آموز دبیرستان بود بر اثر تصادف درگذشت. وی در سال ۱۹۹۱ لیسانس خود را در دانشگاه دونگ آ در بوسان، کره جنوبی دریافت کرد.

## زندگی حرفه‌ای
وی از سال ۱۹۹۱ تا سال ۲۰۰۰ به مدت ده سال عضو تیم ملی کره بود و در این مدت سه بار قهرمان جهان شد و در مسابقات بین‌المللی دیگری مانند قهرمانی آسیا، بازی‌های آسیایی و جام جهانی عناوینی کسب کرد. او در دهه ۱۹۹۰ به دلیل دقت، مدیریت دقیق بازی و ضربات چرخشی سریع و قدرتمندش به عنوان شاهزاده تکواندو لقب گرفت. او مشهور به مراقبت از خودش، تمریناتش و هم تیمی‌هایش بود.
در سال ۲۰۰۰، کیم در اولین مسابقه ارزیابی به تیم المپیک تکواندو کره جنوبی راه یافت، اما آسیب دیدگی قدیمی او در بازی‌های آسیایی ۱۹۹۸، به طرز وحشتناکی تشدید شد و او را مجبور به کناره‌گیری از مسابقات ارزیابی دوم کرد.